# (9885) Linux
(9885) Linux ist ein Asteroid des Hauptgürtels, der am 12. Oktober 1994 von Spacewatch entdeckt wurde.
Der Asteroid wurde am 11. November 2000 nach dem Linux-Kernel benannt.
Mit (9793) Torvalds, (9965) GNU, (9882) Stallman und (13926) Berners-Lee bekamen weitere Asteroiden Namen von prominenten Softwareentwicklern oder FLOSS-Projekten.
Der Himmelskörper gehört der Vesta-Familie an, einer großen Gruppe von Asteroiden, benannt nach (4) Vesta, dem zweitgrößten Asteroiden und drittgrößten Himmelskörper des Hauptgürtels.